# Самораново
Самораново е село в Западна България. То се намира в община Дупница, област Кюстендил.

## География
Самораново е едно от най-големите села на Община Дупница. Има население около 1600 души. То е и изходен пункт към хижа Отовица и Седемте рилски езера през връх Кабул в Рила. Намира се в северозападното подножие на величествената Рила планина. Разстоянието от централния площад на Самораново до централния площад на общинския център град Дупница е около 5 км, а разстоянието от табелата Самораново до табелата Дупница е около 1,5 км. През селото протича река Отовица. Тя извира от Отовишкия гьол в Рила, преминава през Самораново и в кв. Спартак (т.нар. Горна махала, Дупница) се влива в река Джерман.Землището на селото граничи със землищата на общинския център Дупница,на Бистрица,и с това на с.Ресилово от общ.Сапарева баня.

## Население
Численост и дял на етническите групи според преброяването на населението през 2011 г.:
|                     | Численост | Дял (в %) |
| Общо                | 1752      | 100,00    |
| Българи             | 1655      | 94,46     |
| Турци               | 0         | 0,00      |
| Цигани              | 9         | 0,51      |
| Други               | 0         | 0,00      |
| Не се самоопределят | 0         | 0,00      |
| Неотговорили        | 85        | 4,85      |

## Религии
Населението на селото е източноправославно. В Самораново има една черква – „Св. Георги“ – и няколко параклиса: „Св. Дух“, „Св. Спас“ и „Св.  Йоан Рилски Чудотворец“ (осветен през 2022 година). Черквата „Свети Георги“ е построена от майстор Миленко в 1848 г. Доста по-късно, около 1882 г., е издигната камбанарията на черквата. Върху източната страна на камбанарията е вграден монументален барелеф, озаглавен „На прощаване“.
Самораново е част от Дупнишка духовна околия на Софийска епархия на Българската православна църква.

### Обществени институции
Обществените институции в селото са: ОУ „Христо Ботев“, детска градина, църква, поща, читалище, кметство. 

## Културни и природни забележителности
- В село Самораново се намира една от най-старите черкви в Дупнишка община – „Свети Георги“, построена през 1848 година. В тази черква се съхранява много рядка по вид триизмерна икона, за която се предполага че е създадена около 1865 – 1870 година. На нея могат да се видят Отеца, Сина и Светия дух, като всяко от изображенията се вижда от различен ъгъл. В двора на храма „Свети Георги“ се издига масивна каменна кула, която има камбанария и часовник.
- Паметник на борците за национално освобождение.
- Паметник на борците против фашизма.
- Паметник на Васил Левски
- Народно читалище „Пробуда 1927“. Библиотеката на читалището разполага с голям брой книги от най-различна тематика. Към читалището има сформирани няколко самодейни певчески групи. Читалището организира различни културни прояви и чествания на големи празници.
- Могила на хълма Дренски рид - не е проучена
- Могила в местността Турските гробища - не е проучена
- Драгойна могила -т.нар. Калето - частично проучени останки от зидове,храм,защитно съоражение - окончателно разграбени.Понякога при оран се намират фрагменти от съдове и предмети от бита.
- водопад

## Редовни събития
- Най-големият и традиционен събор на селото се провежда всяка година на празника Свети Дух около възстановения едноименен параклис.
- На Тодоровден се провеждат надбягвания с коне, като на класиралите се на призови места се осигуряват парични и предметни награди.
- На 6 януари, Йордановден, се лови кръста в река Отовица.

## Личности

### Родени в Самораново:
- Виолета Кожухарова (с прякор „жената каучук“), акробат
- Андрей Севдин (1961 – 2016), български художник и просветен деец. Дългогодишен уредник на общинската галерия в град Дупница – галерия „Околийска къща“ и галерия „Джамията“[6]
- Йордан Йорданов, програмист

### Починали в Самораново:
- Любен Севдин (1953 – 2013), български футболист, защитавал цветовете на Марек (Дупница) в периода от началото на седемдесетте до началото на осемдесетте години на 20 век[7]

- Кръстьо Ковачев (около 1840 – 1926), български просветен деец

## Други
- на 10 октомври 2015 г., е представена книгата „Севда или историята на един род“. Това е първата книга, описваща историята на с. Самораново. Неин автор е Михаил Севдин, представител на един от староседелческите родове в селото.
- В селото от дълги години, с кратки прекъсвания, има футболен отбор, носещ името „Сокол“. Домакинските си срещи „Сокол“ играе на стадиона в селото. Отборът се състезава в подгрупа Рила на Кюстендилската окръжна футболна лига. Има и успехи, печелил е първенството в тази дивизия, като е играл на баражи за влизане в по-горна група, и е отстранявал победителя в подгрупа Осогово – тима на Слокощица.През сезон 2020-2021 год. отборът на ''Сокол" отново завърши на първо място в подгрупа Рила.През сезон 2023-2024 г. тимът е отново шампион.
- В селото е разположено затворническо общежитие от открит тип, част от Бобовдолския затвор.
- В Самораново към 10.08.2024 год. е в процес на изграждане модерен затвор с обучителен център за надзиратели на терена на бивши военни поделения.